# Terri Quaye
Theresa „Terri“ Quaye (* 8. November 1940 in Bodmin) ist eine britische Jazzmusikerin (Gesang, Piano, Perkussion) und Musikwissenschaftlerin, die auch unter dem Namen Theresa Naa-Koshie auftritt.

## Leben und Wirken
Quaye wuchs in einer musikalischen Familie auf; ihr Vater ist der Sänger Cab Kaye; Finley Quaye ist ihr jüngerer Bruder. Sie trat zunächst mit der Jazzband ihres Vaters auf und ist seit 1962 eigenständig aktiv, zunächst in der Latin-Jazz-Band von Ido Martin. In der Folge begleiteten sie Colin Purbrook, Leon Cohen und Brian Lemon. Dann tourte sie mit der Band The Merrymakers als Congaspielerin und Sängerin durch Deutschland; in Berlin hatte sie einen längeren Clubaufenthalt und trat mit Carmell Jones, Dave Pike und Leo Wright auf. In New York City spielte sie im Needle’s Eye, begleitet von Harold Mabern, Richard Davis und Billy Higgins. Auch trat sie auf dem Jazz Jamboree in Warschau und Festivals in Jugoslawien auf. Sie reiste nach Ghana, woher ihre Vorfahren väterlicherseits stammen und benutzte eine Zeitlang den Nachnamen Naa-koshie. Als Perkussionistin nahm sie 1971 mit der Afrorock-Band Assagai auf, zu der auch Dudu Pukwana, Mongezi Feza und Louis Moholo gehörten. 1972 war sie in den Vereinigten Staaten, trat im Jazzclub Needle’s Eye auf und war an den Aufnahmen von Archie Shepps Album Cry of My People beteiligt. In Zurück in London gehörte sie verschiedenen Bands von John Stevens an; mit seiner Band Amalgam tourte sie auch durch Deutschland, mit seiner Gruppe Away spielte sie 1976 die Single Can’t Explain ein. Weiterhin arbeitete sie mit der Afrojazzband Jabula, mit Manu Dibango, Syvilla Fort, Junie Booth, Dr. John und Gary Windo. Auf dem Women’s Jazz Festival in Rom trat sie neben Betty Carter und Sharon Freeman auf. Während der 1980er Jahre unterrichtete sie und studierte an der University of London Musikethnologie (Master 1988). Seit den 1990er Jahren trat sie zumeist als Solistin (Piano/Gesang) auf, etwa auf Kreuzfahrten.

## Diskographische Hinweise
- Amalgam Innovation  (1974, mit Trevor Watts, Keith Tippett, Kent Carter, Lindsay L. Cooper, John Stevens)
- Jabula Afrika Awake (1978)
- A Place I Know (2009)

## Lexigraphischer Eintrag
- Valerie Wilmer: Terri Quaye. In: New Grove Dictionary of Jazz